# Santo Domingo (tổng)
Santo Domingo là một tổng trong tỉnh Heredia, Costa Rica. Tổng này có diện tích 24,84 km², dân số năm 2008 là 38959 người..